# Collegio elettorale di Sesto Fiorentino (Senato della Repubblica)
Il collegio di Sesto Fiorentino fu un collegio elettorale uninominale della Repubblica Italiana per l'elezione del Senato della Repubblica. Apparteneva alla Circoscrizione Toscana e fu utilizzato per eleggere un senatore nella XII, XIII e XIV legislatura.
Venne istituito nel 1993 con la cosiddetta Legge Mattarella (Legge n. 276, Norme per l'elezione del Senato della Repubblica), attuata in seguito al referendum abrogativo del 1993. La legge istituì per la Camera dei deputati e per il Senato della Repubblica un sistema di elezione misto, in parte maggioritario e in parte proporzionale. Il 75% dei parlamentari dell'assemblea veniva eletto in collegi uninominali tramite sistema maggioritario a turno unico; il restante 25% al Senato veniva eletto tramite recupero proporzionale dei più votati non eletti attraverso un meccanismo di calcolo denominato "scorporo", cioè sottraendo dal conteggio dei voti totali di una lista nella parte proporzionale i voti ottenuti dai candidati collegati alla medesima lista che erano eletti nei collegi uninominali con il sistema maggioritario.
Il collegio venne abolito insieme a tutti gli altri che costituivano il Senato con la promulgazione della legge elettorale successiva, la cosiddetta Legge Calderoli. Questa prevedeva un sistema proporzionale con premio di maggioranza, che al Senato veniva attribuito a livello regionale.

## Territorio
Il collegio di Sesto Fiorentino era uno dei 14 collegi uninominali in cui era suddivisa la Toscana e, come previsto dal D.Lgs. del 20 dicembre 1993 n. 535, comprendeva i comuni di Barberino di Mugello, Borgo San Lorenzo, Calenzano, Campi Bisenzio, Castelfranco di Sopra, Dicomano, Fiesole, Firenzuola, Londa, Loro Ciuffenna, Marradi, Palazzuolo sul Senio, Pelago, Pian di Scò, Pontassieve, Reggello, Rufina, San Godenzo, San Piero a Sieve, Scarperia, Sesto Fiorentino, Terranuova Bracciolini, Vaglia e Vicchio.

## Eletti
| Elezione | Elezione | Senatore          | Partito            |
| -------- | -------- | ----------------- | ------------------ |
|          | 1994     | Enrico Falqui     | Progressisti (FdV) |
|          | 1996     | Pino Arlacchi     | L'Ulivo (PDS)      |
|          | 1997     | Antonio Di Pietro | L'Ulivo (Ind.)     |
|          | 2001     | Vittoria Franco   | L'Ulivo (DS)       |

## Dati elettorali

### XII legislatura
|                               | Enrico Falqui ✔️ Eletto    | Progressisti               | 89 941  | 51,02 |  |  |  |  |  |
|                               | Paoletto Giuseppe Paoletti | Patto per l'Italia         | 25 245  | 14,32 |  |  |  |  |  |
|                               | Rolando Chiggio            | Polo delle Libertà         | 21 394  | 12,14 |  |  |  |  |  |
|                               | Nicolò Cannata             | Alleanza Nazionale         | 13 455  | 7,63  |  |  |  |  |  |
|                               | Edo Taddei                 | Lista Pannella-Riformatori | 5 285   | 3,00  |  |  |  |  |  |
|                               | Franco Fedi                | Lega Autonomista Toscana   | 2 358   | 1,34  |  |  |  |  |  |
| Totale                        | Totale                     | Totale                     | 176 288 | 100   |  |  |  |  |  |
|                               |                            |                            |         |       |  |  |  |  |  |
| Voti non validi               | Voti non validi            | Voti non validi            | −7 605  | −4,51 |  |  |  |  |  |
| Votanti                       | Votanti                    | Votanti                    | 168 683 | 92,53 |  |  |  |  |  |
| Elettori                      | Elettori                   | Elettori                   | 182 300 |       |  |  |  |  |  |
|                               |                            |                            |         |       |  |  |  |  |  |
| Data: 27-28 marzo 1994        |                            |                            |         |       |  |  |  |  |  |
| Fonte: Ministero dell'interno |                            |                            |         |       |  |  |  |  |  |

### XIII legislatura
|                               | Pino Arlacchi ✔️ Eletto | L'Ulivo                    | 105 981 | 64,03 |  |  |  |  |  |
|                               | Pietro Cappugi          | Polo per le Libertà        | 42 210  | 25,50 |  |  |  |  |  |
|                               | Luigi Olmi              | Lega Nord                  | 3 185   | 1,92  |  |  |  |  |  |
|                               | Alessandro Mengoni      | Fiamma Tricolore           | 2 697   | 1,63  |  |  |  |  |  |
|                               | Maria Pia Giovannozzi   | Lista Pannella-Sgarbi      | 1 997   | 1,21  |  |  |  |  |  |
|                               | Luigi Morelli           | Socialista                 | 1 987   | 1,20  |  |  |  |  |  |
|                               | Franco Fedi             | Movimento Toscana Autonoma | 1 347   | 0,81  |  |  |  |  |  |
| Totale                        | Totale                  | Totale                     | 165 530 | 100   |  |  |  |  |  |
|                               |                         |                            |         |       |  |  |  |  |  |
| Voti non validi               | Voti non validi         | Voti non validi            | 3 700   | 2,19  |  |  |  |  |  |
| Votanti                       | Votanti                 | Votanti                    | 169 230 | 90,89 |  |  |  |  |  |
| Elettori                      | Elettori                | Elettori                   | 186 184 |       |  |  |  |  |  |
|                               |                         |                            |         |       |  |  |  |  |  |
| Data: 21 aprile 1996          |                         |                            |         |       |  |  |  |  |  |
| Fonte: Ministero dell'interno |                         |                            |         |       |  |  |  |  |  |

### XIII legislatura: elezioni suppletive
|                               | Antonio Di Pietro ✔️ Eletto | L'Ulivo                           | 89 030  | 67,75 |  |  |  |  |  |
|                               | Giuliano Ferrara            | Polo per le Libertà               | 21 206  | 16,14 |  |  |  |  |  |
|                               | Alessandro Curzi            | Unità a Sinistra (PRC - SI - PRI) | 17 090  | 13,01 |  |  |  |  |  |
|                               | Franco Checacci             | Lega Nord                         | 4 076   | 3,10  |  |  |  |  |  |
| Totale                        | Totale                      | Totale                            | 131 402 | 100   |  |  |  |  |  |
|                               |                             |                                   |         |       |  |  |  |  |  |
| Voti non validi               | Voti non validi             | Voti non validi                   | 6 363   | 4,62  |  |  |  |  |  |
| Votanti                       | Votanti                     | Votanti                           | 137 765 | 73,03 |  |  |  |  |  |
| Elettori                      | Elettori                    | Elettori                          | 188 648 |       |  |  |  |  |  |
|                               |                             |                                   |         |       |  |  |  |  |  |
| Data: 9 novembre 1997         |                             |                                   |         |       |  |  |  |  |  |
| Fonte: Ministero dell'interno |                             |                                   |         |       |  |  |  |  |  |

### XIV legislatura
|                               | Vittoria Franco ✔️ Eletta | L'Ulivo                              | 98 418  | 59,98 |  |  |  |  |  |
|                               | Paolo Cioni               | Casa delle Libertà                   | 47 670  | 29,05 |  |  |  |  |  |
|                               | Roberto Cicali            | Partito della Rifondazione Comunista | 12 083  | 7,36  |  |  |  |  |  |
|                               | Andrea Cantini            | Lista Di Pietro                      | 3 793   | 2,31  |  |  |  |  |  |
|                               | Mario Spolverini          | Democrazia Europea                   | 2 805   | 1,71  |  |  |  |  |  |
|                               | Franco Aste               | Pannella-Bonino                      | 2 493   | 1,52  |  |  |  |  |  |
| Totale                        | Totale                    | Totale                               | 164 097 | 100   |  |  |  |  |  |
|                               |                           |                                      |         |       |  |  |  |  |  |
| Voti non validi               | Voti non validi           | Voti non validi                      | 9 837   | 5,66  |  |  |  |  |  |
| Votanti                       | Votanti                   | Votanti                              | 173 934 | 89,26 |  |  |  |  |  |
| Elettori                      | Elettori                  | Elettori                             | 194 872 |       |  |  |  |  |  |
|                               |                           |                                      |         |       |  |  |  |  |  |
| Data: 13 maggio 2001          |                           |                                      |         |       |  |  |  |  |  |
| Fonte: Ministero dell'interno |                           |                                      |         |       |  |  |  |  |  |